# Soni Ali Ber
Pour l’article ayant un titre homophone, voir Sonni Ali Ber.
Soni Ali Ber est une commune du Mali, dans le cercle et la région de Gao.
Après Gao, c'est la commune la plus peuplée du cercle de Gao.